# 소태나무
소태나무(Picrasma quassioides)는 낙엽이 지는 활엽교목.

## 특징
소태나무는 주로 산기슭이나 골짜기에 나며 높이 10m에 이른다.  잎은 홀수우상복엽으로 소엽은 9~13개이며, 길이 4~10cm로서 끝이 예리하게 뾰족하고 잔톱니가 있다. 식물 전체가 쓴맛을 가지고 있기 때문에 고목(苦木)이라고도 부르며, 나무껍질·뿌리·열매 등은 모두 약용으로 이용되고 있다.높이의 4m 가량이다. 잎은 4-6쌍의 작은잎으로 이루어진 깃꼴 겹잎이며, 서로 어긋난다. 암수딴그루로서, 5-6월경이 되면 황록색의 작은 꽃들이 원추 화서를 이룬다. 열매는 핵과로 9월경에 익는다.